# Fearless (filme de 2020)
Fearless (estilizado como Fe@rLeSS_), Brasil: Nível Hard / Portugal: Fearless: O Jogador Sem Medo é um filme de animação, comédia e ficção científica de 2020 dirigido por Cory Edwards, escrito por Cory Edwards e John Murphy, e estrelada por Gabrielle Union, Jadakiss, Miguel J. Pimentel, Yara Shahidi e Miles Robbins.

## Elenco
- Yara Shahidi como Melanie
- Miles Robbins como Reid
- Miguel J. Pimentel como Dr. Arcannis
- Jadakiss como Captain Lightspeed
- Tom Kenny como Fleech
- Angie Martinez como Zona Nightweather
- Harland Williams como Elliot aka Buckethead
- Fat Joe como DJ
- Amari McCoy como Kira
- Dwyane Wade como Private Wade
- Gabrielle Union como General Jayne Nadia Blazerhatch
- Susan Sarandon como Mom